# Dodona durga
Dodona durga är en fjärilsart som beskrevs av Vincenz Kollar och Ludwig Redtenbacher 1844. Dodona durga ingår i släktet Dodona och familjen Riodinidae. Inga underarter finns listade i Catalogue of Life.

## Bildgalleri

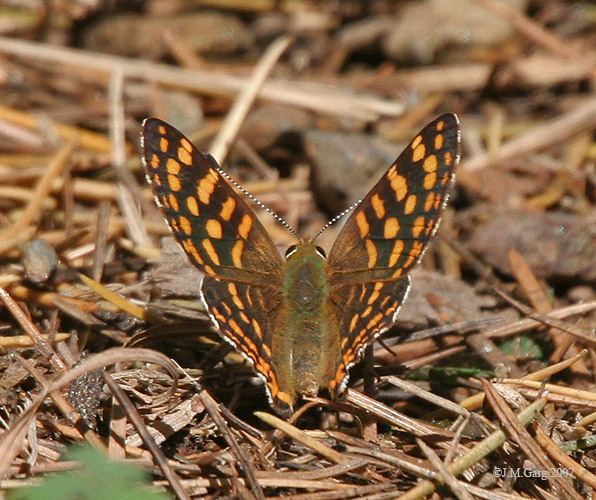